# Holton (Kansas)
Pour les articles homonymes, voir Holton.
La ville de Holton est le siège du comté de Jackson, situé dans le Kansas, aux États-Unis.